# 14e corps de réserve (Empire allemand)
Le 14e corps de réserve est une unité majeure de l'armée de l'Empire allemand.

## Structure
Au début de la guerre, le corps d'armée est subordonné à la 7e armée et organisé comme suit :
- 26e division de réserve wurtembergeoise
  - 51e brigade d'infanterie de réserve wurtembergeois
  - 52e brigade d'infanterie de réserve wurtembergeois
  - Régiment de dragons de réserve wurtembergeois
  - 26e régiment d'artillerie de campagne de réserve wurtembergeois
  - 4e compagnie du 13e bataillon de pionniers wurtembergeois
- 28e division de réserve
  - 55e brigade d'infanterie de réserve
  - 56e brigade d'infanterie de réserve
  - 14e bataillon de chasseurs à pied de réserve
  - 8e régiment de dragons de réserve
  - 29e régiment d'artillerie de campagne de réserve
  - 1re et 2e compagnies de réserve du 13e bataillon de pionniers

## Histoire
Lors de la mobilisation du 2 août 1914, au déclenchement de la Première Guerre mondiale, le corps d'armée est mis sur pied et se trouve sur le front occidental tout au long de la guerre. Le général d'artillerie von Schubert (de) est le premier général commandant, et le lieutenant-colonel Bronsart von Schellendorff agit comme chef d'état-major. Les 26e et 28e divisions de réserve subordonnées sont commandées par le général d'infanterie von Soden et le lieutenant général Curt von Pavel.
Engagé en août 1914 dans la formation de la 7e armée en Alsace, le corps est transporté dans la région à l'ouest de Saint-Quentin sur la Somme fin septembre lors de la course à la mer et subordonné à la 2e armée. Déployé dans la région de Combles à l'ouest de Bapaume, une guerre de tranchées de près de deux ans s'ensuit.

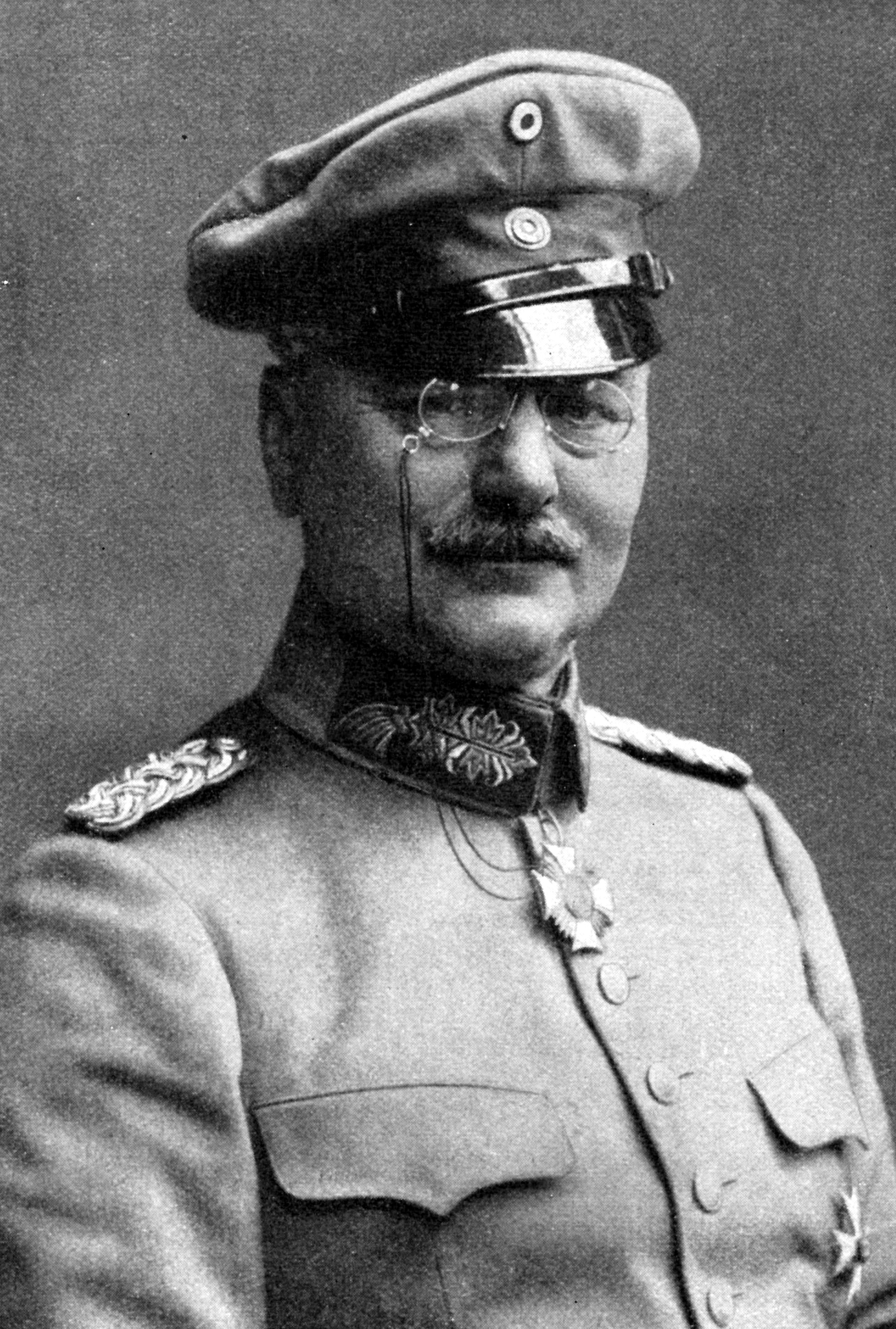
Otto von Moser

Au début de la bataille de la Somme en juillet 1916, le 14e corps de réserve du général von Stein se trouve dans le champ principal des attaques britanniques entre Gommecourt, Ovillers-la-Boisselle et Thiepval. Le corps tient un front de 36 kilomètres, auquel sont affectées la 52e division d'infanterie, les 26e et 28e divisions de réserve ainsi que la 12e division d'infanterie. Le premier jour de l'attaque, le front attaqué doit être renforcé par l'introduction de la 185e division d'infanterie et la 10e division de réserve bavaroise (de), les positions peuvent être tenus pour l'essentiel. Le 3 juillet, la 28e division de réserve doit abandonner la localité de Fricourt face à la 7e division britannique Mametz, devant les 21e et 17e divisions ennemies. Le secteur est en outre soutenu par la division bavaroise Burkhardt et la 183e division d'infanterie. Le secteur de la 12e division le plus fortement pressé par l'ennemi au sud, entre Longueval et la Somme, est déjà pris en charge par le commandement général intervenant du 6e corps de réserve (11e et 12e divisions de réserve) sous les ordres du général von Goßler.
En mars 1917, le général von Moser devient général commandant du 14e corps de réserve, qui prend en charge les positions dans la région de Bullecourt après la retraite sur la ligne Siegfried. Lors de la bataille d'Arras, à la mi-avril 1917, le groupe « Queant » est désigné comme commandement général sur l'aile sud de la 6e armée (Falkenhausen). La 26e division de réserve (remplacée par la 27e division d'infanterie, subordonnée depuis le 7 avril) et la 2e division de réserve de la Garde (de Pronville à Moevres) sont subordonnées à ce groupe entre Croisilles et la région au nord-ouest de Cambrai. Le 11 avril, une forte attaque de tanks britanniques peut être repoussée entre Bullecourt et Queant. Début mai, la 27e division, qui a fait ses preuves, quitte le secteur de corps d'armée où la 3e division de la Garde, qui prend la relève, repousse les 12 et 13 mai de nouvelles attaques ennemies près de Bullecourt.
Le 12 juin 1917, le commandement général prend la tête du groupe nord "Arras". Les 26e, 220e et 236e divisions d'infanterie (de) ainsi que la 17e division de réserve y sont désormais affectés. Après l'attaque des chars anglais à Cambrai le 20 novembre, le corps d'armée est repoussé vers la périphérie ouest de la ville, Havrincourt, Marcoing et Masnieres sont perdues. Celui du 30 La contre-attaque de l'AOK 2, prévue le 30 novembre, suit le groupe nord "Arras" (Gen.Kdo. XIV. R.K.) avec un peu de retard et moins de succès que les groupes plus au sud prévus. L'attaque entre Mouvres et Bourlon est menée avec sept divisions - les 240e (de) et 20e divisions d'infanterie, les 49e et 21e divisions de réserve en première ligne, suivie des 214e et 221e divisions d'infanterie en deuxième ligne, avec une poussée vers le sud. La 3e division de la Garde fait office de réserve à la lisière nord de la forêt de Bourlon. La 119e division d'infanterie, située au sud, reste en liaison avec la 107e division du groupe "Caudry" (commandement général du 13e corps d'armée) et reste initialement sur la défensive. Le groupe "Arras", qui s'est engagé plus tard et a rencontré une plus forte résistance, ne parvient à reprendre que quatre kilomètres de terrain perdu sur une largeur de dix kilomètres jusqu'au 6 décembre. Les Anglais n'ont évacué la forêt de Bourlon, âprement disputée, que le 5 décembre.
Le 8 février 1918, le général von Lindequist prend en charge le 14e corps de réserve, qui est engagé dans la section de la 17e armée nouvellement formée pendant l'offensive de printemps. Le groupe Lindquist participe à l'opération Michael du 21 mars avec les 20 et 195e divisions d'infanterie en première ligne, et avec la 39e division d'infanterie en deuxième ligne. Avec le 6e corps de réserve (von dem Borne), engagé plus au nord, la deuxième position entre Saint-Léger et Beaumetz ne peut être percée immédiatement en raison de la résistance anglaise inattendue et acharnée. Finalement, après l'utilisation des réserves, le 4e corps britannique (général Woollcombe) réussit à s'emparer de la ville de Bapaume le 24 mars. Le 26 mars, le corps d'armée fait avancer les 4e, 24e et 39e divisions d'infanterie par Puisieux, la 3e division d'infanerie de la Garde, engagée à droite, tente en vain d'atteindre Gommecourt. La percée sur Hébuterne voulue par le commandement général ne peut plus être forcée. Le corps d'armée forme finalement l'aile gauche de la 17e armée dans la région au nord d'Albert. Après quatre mois de guerre de tranchées, la retraite est entamée à la mi-août, la 3e division de marine (de), la 16e division de réserve et la 183e division d'infanterie sont subordonnés au corps d'armée.

## Général commandant
| Grade                  | Nom                       | Date                                 |
| ---------------------- | ------------------------- | ------------------------------------ |
| General der Artillerie | Richard von Schubert (de) | 2. August au 15. September 1914      |
| Generalleutnant        | Hermann von Stein         | 16 septembre 1914 au 28 octobre 1916 |
| Generalleutnant        | Georg Fuchs               | 29 octobre 1916 au 11 mars 1917      |
| Generalleutnant        | Otto von Moser            | 12 mars 1917 au 7 février 1918       |
| Generalleutnant        | Arthur von Lindequist     | 8 février au 14 juin 1918            |
| Generalleutnant        | Richard Wellmann          | 15 juin au 24 août 1918              |
| General der Infanterie | Curt von Morgen           | 24 août 1918 au 9 janvier 1919       |